# Таллінна Садам
Футбольний клуб «Таллінна Садам» (ест. Jalgpalliklubi Tallinna Sadam) — колишній естонський футбольний клуб з Таллінна, що існував у 1992—1998 роках.

## Досягнення
- Мейстріліга
  - Срібний призер (2): 1997—98, 1998
  - Бронзовий призер (1): 1996—97
- Перша ліга
  - Срібний призер (1): 1992—93
- Друга ліга
  - Срібний призер (1): 1992
- Кубок Естонії
  - Володар (2): 1995–96, 1996–97
- Суперкубок Естонії
  - Володар (1): 1996–97.